# Wee Waa
Pour les articles homonymes, voir Wee et Waa (homonymie).
Wee Waa  (prononcer "Wee War") est une ville située à l'intérieur des terres au Nord de la Nouvelle-Galles du Sud, en Australie, à 571 km au Nord-Ouest de Sydney, sur la rivière Namoi et la Kamilaroi Highway. En 2011, elle comptait 2 433 habitants.
Wee Waa est la plus vieille ville de la région et est considérée comme le berceau de la culture du coton dans la zone.

## Géographie

### Localisation
Wee Waa est située entre Narrabri, à l'est, et Walgett, à l'ouest.

### Géologie et relief
Wee Waa est située à 190 mètres d'altitude. Elle fait partie de la région des North West Slopes.

### Hydrographie
Rivières de Wee Waa :
- Namoi River, affluent de la Barwon River. La Namoi River provoque régulièrement des inondations et des digues ont donc été construites. Cela n'a pas empêché plusieurs milliers de personnes des environs de Wee Waa d'être isolées par les inondations en février 2012.
- Gunidgera Creek, affluent de la Namoi River ;
- Pian Creek, affluent de la Namoi River ;
- Bundock Creek

### Climat
La ville est parfois soumise à des tornades. La plus notable est celle du 26 novembre 1849, qui déracina les arbres et arracha les toits des maisons.

### Voies de communication et transports

#### Voies routières

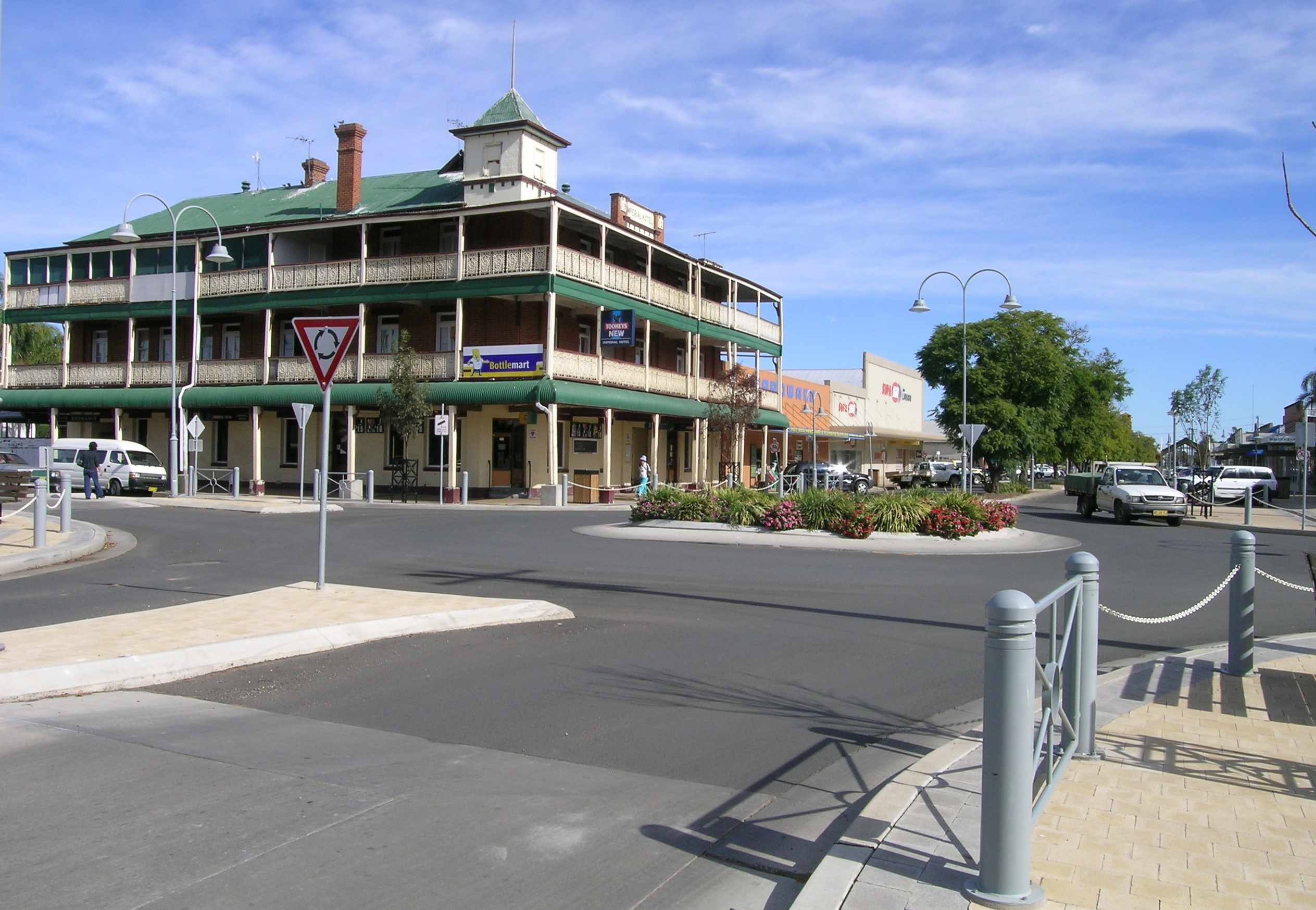
Kamilaroi Highway et l'hôtel Imperial

- Kamilaroi Highway, qui traverse la ville d'ouest en est, de Walgett vers Narrabri ;
- Pilliga-Narrabri Road, en provenance du sud-ouest ;
- Wee Waa-Yarrie Lake Road, en provenance du sud-est.

Des lignes de bus desservent la ville.

#### Voies ferroviaires
- Ligne de chemin de fer depuis 1901 sur le trajet Narrabri - Walgett

#### Voies aériennes
- Wee Waa Airport (code WEW[2])
- Vols quotidiens à l'aéroport de Narrabri.

## Urbanisme

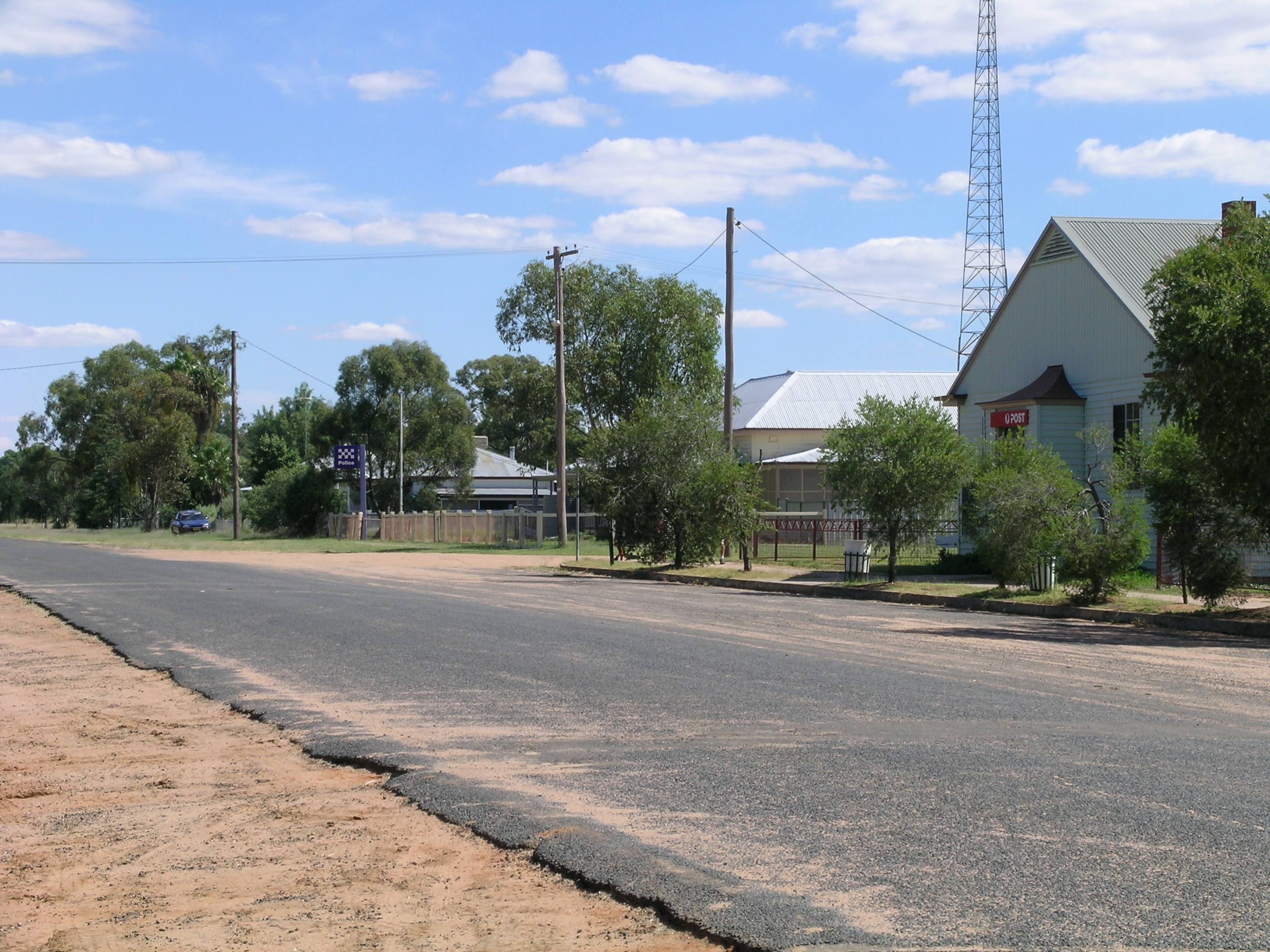
La rue principale de Pilliga

Wee Waa est le centre de peuplement principal de la commune. Plusieurs hameaux ou villages sont rattachés à Wee Waa, dont :
- Pilliga, situé à 59,1 km au sud-ouest de Wee Waaa en direction de Coonamble ;
- Burren Junction, situé à 51,2 km à l'ouest de Wee Waa en direction de Walgett[3].

## Toponymie
Le nom du village est d'origine aborigène. Il signifie feu pour faire griller en langue kamilaroi.

## Histoire
La ville est fondée par George Hobler en 1837. Elle devient un centre administratif dès la fin des années 1840, avec l'arrivée d'un poste de police et d'un tribunal pour les délits mineurs dès 1846, et l'installation de la poste en 1849. Une dizaine d'années plus tard, le tribunal est néanmoins délocalisé vers Narrabri. Wee Waa se développe par la suite en tant que centre de ravitaillement pour la région, avant de se tourner vers l'élevage du bétail et l'agriculture de céréales.
La construction de la ligne de chemin de fer en 1901 donne un coup de fouet au développement de la ville. L'exploitation forestière devient alors possible et le bois de la forêt de Pilliga a servi notamment pour les traverses de chemin de fer et la construction de la plupart des habitations de la ville. Il y aura jusqu'à douze scieries en activité, la plupart dans le secteur du village de Gwabegar, et une est encore en activité aujourd'hui.
Dans les années 60, deux familles californiennes s'installent à Wee Waa. Elles apportent avec elles leur savoir-faire de la culture du coton, initiant un boom inattendu qui vaudra à la ville son titre de capitale australienne du coton.
En 1981, Eddie Murray, célèbre joueur de rugby à XIII, meurt en garde à vue au commissariat de Wee Waa. Il est âgé de 21 ans et est d'origine aborigène. Son cas vient alors s'ajouter à une longue liste d'aborigènes morts en garde à vue à travers le pays et contribue à la mise en place en 1987 d'une commission d'enquête sur ce phénomène, qui conclut à l'innocence des services de police. Le corps de Murray est exhumé en 1997 et l'autopsie révèle un écrasement du sternum ayant provoqué une mort quasi immédiate, donc étant probablement le fait d'un mauvais traitement lors de sa garde à vue à Wee Waa. L'enquête n'est toujours pas officiellement close, mais à ce jour, rien n'est fait pour la faire progresser.
En 2000, Wee Waa a été la première ville australienne a conduire un test ADN de masse, pour un coût de 60 000 AU$. 470 hommes ont donné leur salive afin de permettre l'identification du violeur d'une femme de 93 ans.
Le duo français de musiques électroniques Daft Punk prévoit d'effectuer le lancement mondial de son quatrième album, Random Access Memories, le 17 mai 2013 à Wee Waa.

## Politique et administration
Le maire de la ville est Robyn Faber.

## Population et société

### Démographie

#### Évolution de la population
| 2006  | 2011  |
| ----- | ----- |
| 1 689 | 2 433 |

#### Caractéristiques
Wee Waa comptait en 2006 1689 habitants dont :
- 50,6% d'hommes et 49,4% de femmes ;
- 17,1% d'aborigènes (2,3% pour l'ensemble de l'Australie)[8].

#### Pyramide des âges
Répartition de la population par tranches d'âge en 2006 :
- 0-4 ans : 7,5%
- 5-14 ans : 16,6%
- 15-24 ans : 12,9%
- 25-54 ans : 39,3%
- 55-64 ans : 11,2%
- 65 ans et + : 12,4%

#### Population immigrée
Les personnes nées hors d'Australie représentaient en 2006 4,3% de la population de Wee Waa :
- Nouvelle-Zélande : 13 personnes
- Royaume-Uni : 12 personnes
- Sri Lanka : 8 personnes
- États-Unis : 7 personnes
- Irlande : 4 personnes

En dehors de l'anglais, les principales langues étrangères parlées à Wee Waa sont le tamoul, le grec, le cantonais, le vietnamien et le filipino.

### Enseignement
- 2 écoles maternelles
- 4 écoles élémentaires
- 1 établissement secondaire[9]
- 1 centre d'apprentissage
- 1 bibliothèque publique[10]

### Manifestations culturelles et festivités
- Le Wee Waa Show : fête annuelle et foire agricole ayant lieu à la mi-mai, initiée en 1912 et régulière depuis 1927[4].

### Santé
Wee Waa dispose d'une maison de retraite et d'un centre médical récent.

### Sports

#### Équipements
- Complexe sportif
- Golf à 9 trous
- Bowling, courts de tennis, piscine

#### Clubs
- Golf : Wee Waa Golf Club[11]
- Rugby à XIII : Wee Waa Rugby League[12] et Junior Rugby League[13]

### Cultes
Distribution des principales religions à Wee Waa :
- Anglicans : 41,2%
- Catholiques : 30,3%
- Pas de religion : 8,3%
- Presbytériens et Réformés : 7%
- Église unifiée d'Australie : 1,7%

## Économie

### Emploi

#### Population active
Population active (2006) : 760 personnes, dont :
- 55,9 % employés à plein temps ;
- 24,4 % employés à temps partiel ;
- 7,6 % sans emploi[8].

#### Catégories socio-professionnelles
Les catégories socioprofessionnelles les plus représentées sont (2006) :
- Professions libérales : 16,5%
- Professions Intermédiaires : 16,1%
- Employés : 13,2 %
- Agriculteurs : 12,1 %
- Cadres supérieurs et chefs d’entreprise : 12,0 %
- Ouvriers : 11,8 %
- Employés de commerces : 8,5%
- Service public : 6,1 %

### Secteurs d'activité

#### Secteur primaire
- Culture de céréales
- Culture du coton
- Élevage bovin
- Exploitation forestière

#### Secteur tertiaire
Il y a deux hôtels et deux motels, ainsi que deux parcs à caravanes à Wee Waa. On y trouve aussi de la restauration et nombre de petits commerces.

## Culture locale et patrimoine

### Patrimoine naturel
- Culgoora State Forest, à l'est de la ville
- Janewindi State Forest, au sud de la ville

### Personnalités liées à la commune

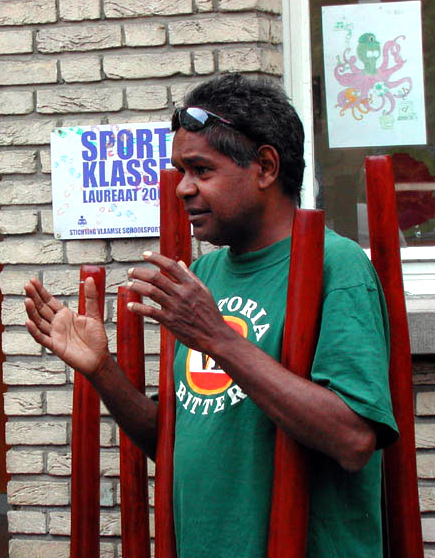
Alan Dargin en 2003

- Tom Dalton (en) (1904-1981) : homme politique né à Wee Waa ;
- Vincent Ball (en) (1923-) : acteur né à Wee Waa[14] ;
- Lonnie Lee (en) (1940-) : chanteur né à Wee Waa[15] ;
- Alan Dargin (1967-2008) : musicien et acteur aborigène né à Wee Waa[16] ;
- Haylea Petrie (1969-) : joueuse de softball née à Wee Waa ;
- Lee Oudenryn (en) (1970-) : joueur de rugby à XIII né à Wee Waa ;
- Andrew Currey (en) (1971-) : lanceur de javelot né à Wee Waa ;
- Steve Trindall (en) (1973-) : joueur de rugby à XIII né à Wee Waa ;
- Craig Trindall (en) (1979-) : joueur de rugby à XIII né à Wee Waa.